# ویس‌پتی
ویس‌پتی Vispati در اوستا به معنی رئیس و صاحب دهکده عشیرتی توصیف شده است. ویس‌پتی‌ها در آغاز موروثی بودند ولی بعدها ضرورت ایجاب نمود انتخابی صاحب این مسند شوند. در بسیاری از موارد ویس‌پتی نماینده عامه افراد عضو جماعت محسوب می‌شد و این رئیس در دهدژ خویش در عین حال داور انتخابی و یا رئیس دادگاه جماعت نیز بود.

## ویس‌پتی‌های تاریخ
به گفته هرودوت، دیوک پیش از پادشاهی ماد در دهکده خویش علاوه بر چنین مقامی منصب داوری جماعت را نیز شاغل بوده است. ولی بعدها دیوک داور و فرمانفرمای بخش کاملی از اتحادیه قبایلی ماد شد. در اوستا فرمانفرمای کشور دهیوپتی ظاهراً نه فقط فرمانده نظامی بلکه داور نیز بود.
در ایران باستان سالمندترین عضو خاندان علی‌الرسم رئیس آن خاندان بود. جالب توجه است که در خاندان شاهی ایران در عهد ساسانیان لازم نبود رئیس خاندان شخص پادشاه باشد. بنابر قطعه‌ای که از سنگ نبشته بیستون نقل شده ویس واحد اقتصادی جامعه بود و‌ نمان یا خانواده محدود، جزئی از ویس بشمار می‌رفت.
ویس تنها به معنی خاندان و عشیرت نیست بلکه نام متداول دهکده و نقطه مسکون نیز می‌باشد و این می‌رساند که در آغاز دهکده‌ها عشیرتی و خاندانی بودند. بنابر این صاحب ویس در اوستا ویس‌پتی تنها پیر و شیخ خاندان و عشیره نبوده بلکه رئیس ده، دهخدا نیز محسوب می‌گشت.